# West New York
West New York és una població dels Estats Units a l'estat de Nova Jersey. Segons el cens del 2007 tenia 46.425 habitants.

## Demografia
Segons el cens del 2000, West New York tenia 45.768 habitants, 16.719 habitatges, i 11.034 famílies. La densitat de població era de 17.324,6 habitants per km².
Dels 16.719 habitatges en un 31,1% hi vivien nens de menys de 18 anys, en un 41,9% hi vivien parelles casades, en un 16,9% dones solteres, i en un 34% no eren unitats familiars. En el 27,5% dels habitatges hi vivien persones soles l'11,3% de les quals corresponia a persones de 65 anys o més que vivien soles. El nombre mitjà de persones vivint en cada habitatge era de 2,74 i el nombre mitjà de persones que vivien en cada família era de 3,3.
Per edats la població es repartia de la següent manera: un 22,3% tenia menys de 18 anys, un 10,9% entre 18 i 24, un 34,1% entre 25 i 44, un 19,9% de 45 a 60 i un 12,7% 65 anys o més.
L'edat mediana era de 34 anys. Per cada 100 dones de 18 o més anys hi havia 94,5 homes.
La renda mediana per habitatge era de 31.980 $ i la renda mediana per família de 34.083 $. Els homes tenien una renda mediana de 26.703 $ mentre que les dones 22.326 $. La renda per capita de la població era de 16.719 $. Aproximadament el 16,1% de les famílies i el 18,9% de la població estaven per davall del llindar de pobresa.

## Poblacions més properes
El següent diagrama mostra les poblacions més properes.